# 심제훈
심제훈(沈帝勳, 1978년 10월 11일 ~ )은 전 KBO 리그 야구 선수의 외야수, 내야수이다. 故 심재원의 조카이다.

## 출신학교
- 배정초등학교
- 부산중학교
- 부산고등학교
- 동아대학교 (1997학번)

## 등번호
- 15번